# نیکولای سولوگوبوف
نیکولای سولوگوبوف (روسی: Николай Михайлович Сологубов؛ ۸ اوت ۱۹۲۴ – ۳۰ دسامبر ۱۹۸۸) بازیکن هاکی روی یخ اهل اتحاد جماهیر شوروی سوسیالیستی بود.
وی در مسابقات کشوری و بین‌المللی در مجموع برندهٔ ۳ مدال طلا، ۴ مدال نقره، ۳ مدال برنز شده‌است.